# Centurion: Defender of Rome
Centurion: Defender of Rome – strategiczna gra turowa osadzona w realiach starożytnego Rzymu (od 275 r. p.n.e.). Została napisana w 1990 roku przez firmę Kellyn Beck and Bits of Magic i wydana przez Electronic Arts. Gracz przenosi się do Italii, zaczyna rozgrywkę z jedną prowincją i jedną armią, a do podbicia ma Europę zachodnią i środkowo-wschodnią, płw. Bałkański, Azję Mniejszą i północną Afrykę. Do pokonania ma wiele nacji - Germanów, Galów, Macedończyków, Egipcjan itd. Bitwy rozgrywane są w trybie rzeczywistym, gracz ma możliwość kierowania poszczególnymi pododdziałami, których liczba zależy od poziomu jego armii (jeden z trzech). W grze można również zdobyć tereny obecnej Polski (w grze nazwane Sarmacją). Oprócz wątku czysto strategicznego gra zawiera urozmaicenia w postaci walk gladiatorów i wyścigów zaprzęgów (gracz może samemu sterować i zarobić na tym trochę pieniędzy). Walki prowadzone są również na wodzie, lecz ten tryb jest bardzo słabo rozwinięty. Gra oferuje również tryb dyplomacji.

## Inne gry twórców Centuriona
Defender of the Crown – słynna gra na IBM-PC, Amigę i in.